# Lijst van rijksmonumenten in Beuningen (Gelderland)
De plaats Beuningen telt 23 inschrijvingen in het rijksmonumentenregister. Hieronder een overzicht.
| Object | Oorspronkelijke functie?  | Bouwjaar                           | Architect | Locatie              | Coördinaten?                  | Nr.?   | Afbeelding                                           |
| --- | ------------------------- | ---------------------------------- | --------- | -------------------- | ----------------------------- | ------ | ---------------------------------------------------- |
| Terrein waarin overblijfselen van een nederzetting                                                                            | Archeologisch monument    | Romeinse tijd                      |           |                      | 51° 51' 25" NB, 5° 45' 28" OL | 45291  | Upload foto                                          |
| Terrein waarin overblijfselen van een nederzetting                                                                            | Archeologisch monument    | Romeinse tijd                      |           |                      | 51° 51' 40" NB, 5° 45' 51" OL | 45292  | Upload foto                                          |
| Terrein waarin overblijfselen van een nederzetting                                                                            | Archeologisch monument    | Romeinse tijd                      |           |                      | 51° 51' 24" NB, 5° 47' 12" OL | 45294  | Upload foto                                          |
| Terrein waarin overblijfselen van een nederzetting                                                                            | Archeologisch monument    | Romeinse tijd                      |           |                      | 51° 50' 16" NB, 5° 46' 8" OL  | 45295  | Upload foto                                          |
| Corneliuskerk | Kerk en kerkonderdeel     | 1900-1901                          |           | Dorpssingel 1        | 51° 51' 49" NB, 5° 46' 24" OL | 523147 | Meer afbeeldingen                                    |
| Lijkenhuisje op kerkhof Corneliuskerk                                                                                         | Begraafplaats en -onderdl | ca. 1900                           |           | Dorpssingel bij 1    | 51° 51' 49" NB, 5° 46' 24" OL | 523149 | Meer afbeeldingen                                    |
| Pastorie bij Corneliuskerk | Kerkelijke dienstwoning   | 1839 en 1885                       |           | Dorpssingel 2        | 51° 51' 51" NB, 5° 46' 22" OL | 523150 | Meer afbeeldingen                                    |
| Koetshuis bij pastorie | Bijgebouwen kastelen enz. | 1885                               |           | Dorpssingel bij 2    | 51° 51' 51" NB, 5° 46' 22" OL | 523151 | Meer afbeeldingen                                    |
| Heilig Hartbeeld bij pastorie                                                                                                 | Tuin, park en plantsoen   | 1920                               |           | Dorpssingel bij 2    | 51° 51' 51" NB, 5° 46' 21" OL | 523152 | Meer afbeeldingen                                    |
| Tuinmuur en hek bij pastorie                                                                                                  | Tuin, park en plantsoen   | 1900                               |           | Dorpssingel bij 2    | 51° 51' 51" NB, 5° 46' 21" OL | 523153 | Meer afbeeldingen                                    |
| Forse T-boerderij | Boerderij                 | 1850-1900                          |           | Waardhuizenstraat 8  | 51° 51' 56" NB, 5° 46' 51" OL | 523155 | Meer afbeeldingen                                    |
| Koetshuis | Opslag                    | ca. 1913                           |           | Waardhuizenstraat 8  | 51° 51' 56" NB, 5° 46' 51" OL | 523156 | Meer afbeeldingen                                    |
| Steenfabriek de Bunswaard: steenoven met schoorsteen                                                                          | Industrie                 | 1920                               |           | Dijk 10              | 51° 52' 7" NB, 5° 42' 10" OL  | 523166 | Steenfabriek de Bunswaard: steenoven met schoorsteen |
| Steenfabriek de Bunswaard: veldoven                                                                                           | Nijverheid                | laatste kwart 19e eeuw             |           | Dijk 10              | 51° 52' 7" NB, 5° 42' 10" OL  | 523167 | Meer afbeeldingen                                    |
| Voormalig dijkmagazijn | Opslag                    | ca. 1900                           |           | Dijk 41              | 51° 52' 20" NB, 5° 47' 4" OL  | 523168 | Voormalig dijkmagazijn                               |
| Vrijstaand woonhuis met brug en toegangshek                                                                                   | Boerderij                 | ca. 1880-1890                      |           | Van Heemstraweg 55   | 51° 51' 46" NB, 5° 46' 40" OL | 523169 | Vrijstaand woonhuis met brug en toegangshek          |
| Vinkendael | Woonhuis                  | 1910                               |           | Van Heemstraweg 58   | 51° 51' 49" NB, 5° 46' 38" OL | 523170 | Meer afbeeldingen                                    |
| De Elst | Woonhuis                  | 1800-1850                          |           | Kloosterstraat 10    | 51° 51' 58" NB, 5° 46' 26" OL | 523171 | Meer afbeeldingen                                    |
| Boerderij, waarvan het door een zadeldak tussen puntgevels gedekte woonhuis en de stal van T-vormige plattegrond hebben       | Boerderij                 | vroeg 19e eeuw                     |           | Dijk 45              | 51° 52' 31" NB, 5° 46' 34" OL | 9534   | Meer afbeeldingen                                    |
| Boerderij met door riet en pannen gedekt wolfdak en gepleisterde voorgevel, waarin vensters met zesruitsschuiframen en luiken | Boerderij                 | 1774                               |           | Kloosterstraat 21    | 51° 52' 29" NB, 5° 46' 43" OL | 9535   | Meer afbeeldingen                                    |
| De Haag | Industrie- en poldermolen | 1704                               |           | Molenstraat 54       | 51° 51' 39" NB, 5° 46' 38" OL | 9536   | Meer afbeeldingen                                    |
| Boerenhofstede De Oude Tempel (Beuningen) met daarachter Mausoleum van Van 't Lindenhout                                      | Kasteel, buitenplaats     | 1838 (kasteel) 1861 (grafmonument) |           | Tempelstraat 10      | 51° 51' 47" NB, 5° 45' 48" OL | 9537   | Meer afbeeldingen                                    |
| Torentje van de Blanckenburgh                                                                                                 | Kasteel, buitenplaats     | 15e eeuw                           |           | Wilhelminalaan bij 2 | 51° 51' 52" NB, 5° 46' 13" OL | 9538   | Meer afbeeldingen                                    |